# Familjen (artist)
Johan Tommy Karlsson, mer känd under artistnamnet Familjen, född 10 april 1976 i Hässleholms församling i dåvarande Kristianstads län, är en svensk electropopartist, låtskrivare och musikproducent. Live uppträder han tillsammans med Andreas Tilliander på synthesizer och Ninsun Poli.

## Biografi
Karlsson har tidigare varit producent för David & the Citizens. Familjen vann en grammis för bästa svenska musikvideo 2007 med låten "Det snurrar i min skalle", regisserad av Johan Söderberg. Den videon utsågs också till en av världens 50 bästa musikvideor år 2007 av publikationen Pitchfork.
Under våren 2008 drog Familjen ut på turné både som förband åt Kent (från 7 februari till 23 mars) och som egen artist. Han fick spela på bland annat Roskildefestivalen och Emmabodafestivalen. Familjen medverkar som gästartist på Kents album Röd från 2009, på låtarna "Ensamheten" och "Krossa allt".
Våren 2011 medverkade Familjen och skrev musik tillsammans med Sofia Jannok i SVT:s Sápmi Sessions.  Han var också en av deltagarna i 2014 års upplaga av TV4:s Så mycket bättre, där han medverkade under sitt eget namn.
2021 hade Familjen med en låt, "Malmö stad", i SVT:s polisdrama Tunna blå linjen.
2021 producerade Familjen musiken till Discovery+ serien ”Vi i Villa”.

## Diskografi

### Album
- 2007 – Det snurrar i min skalle
- 2008 – Huvudet i sanden
- 2010 – Mänskligheten
- 2012 – Allt på rött
- 2018 – Kom
- 2023 – Nerver av tvål

### EP-skivor
- 2006 – Familjen EP

### Singlar

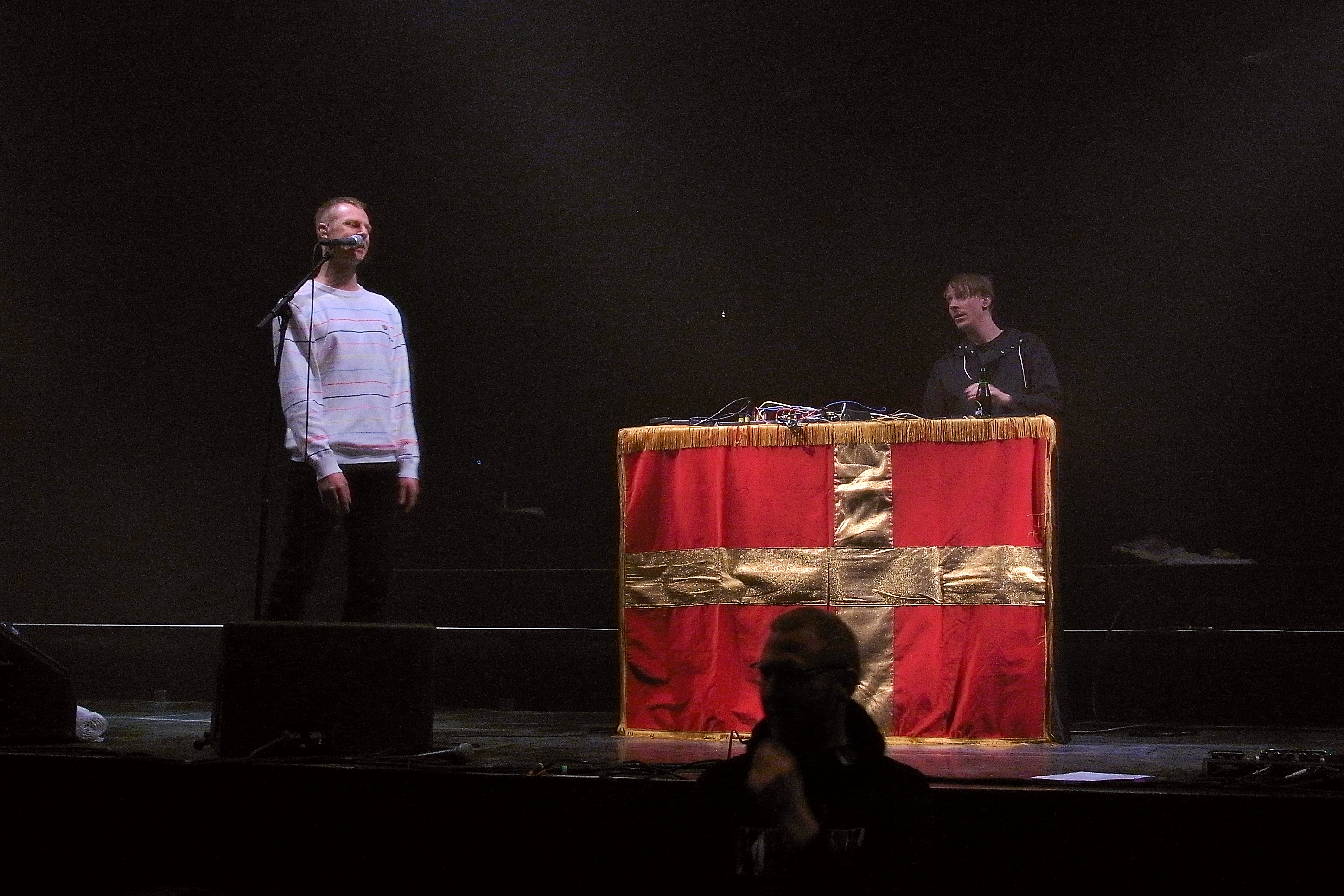
Familjen på scen, mars 2008.

| År                                                                                  | Singel                             | Högsta listplacering | Högsta listplacering | Högsta listplacering |
| År                                                                                  | Singel                             | SWE                  | DEN                  |                      |
| ----------------------------------------------------------------------------------- | ---------------------------------- | -------------------- | -------------------- | -------------------- |
| 2006                                                                                | Första/sista                       | —                    | —                    |                      |
| 2006                                                                                | Hög luft                           | —                    | —                    |                      |
| 2007                                                                                | Kom säger dom                      | —                    | —                    |                      |
| 2007                                                                                | Nån gång                           | —                    | —                    |                      |
| 2007                                                                                | Det snurrar i min skalle           | 58                   | 21                   |                      |
| 2010                                                                                | Det var jag                        | —                    | —                    |                      |
| 2010                                                                                | När planeterna stannat             | —                    | —                    |                      |
| 2012                                                                                | Vi va dom                          | —                    | —                    |                      |
| 2012                                                                                | Slutet gott                        | —                    | —                    |                      |
| 2013                                                                                | Väger ett andetag                  | —                    | —                    |                      |
| 2016                                                                                | Mitt i natten                      | —                    | —                    |                      |
| 2018                                                                                | Rök och speglar                    | —                    | —                    |                      |
| 2018                                                                                | Aldrig att jag skulle vara tyst nu | —                    | —                    |                      |
| 2018                                                                                | En gång till                       | —                    | —                    |                      |
| "—" betyder att låten ej kom in på listan eller att den inte släpptes i det landet. |                                    |                      |                      |                      |